# Deutschland (križarka)
Deutschland (pozneje preimenovana v Lützow) je bila nemška težka križarka iz druge svetovne vojne. Spadala je v razred Deutschland, po katerem je križarka tudi dobila ime. V ta razred sta spadali še dve ladji:  Admiral Sheer in Admiral Graf Spee. Ladja je bila zasnovana tako, da se izogne versajskim omejitvam. Gradnja ladje se je začela 5. februarja 1929, splovljena je bila 19. maja 1931, 1. aprila 1933 pa predana nemški Kriegsmarine. 
Da bi prikrili njeno dejansko moč so jo uvrstili v razred oklepnih ladij (Panzerschiff). Britanci so jim dali vzdevek žepne bojne ladje (pocket battleships) saj je oborožitev teh ladij presegla oborožitev katerekoli britanske križarke.
Med letoma 1936 in 1939 je ladja delovala v španskih vodah in podpirala Frankove sile v španski državljanski vojni. Leta 1937 sta ladjo napadla dva republikanska bombnika. V bombnem napadu je bilo ubitih 31 mornarjev 101 pa ranjenih. Kot povračilo za mrtve mornarje je križarka Admiral Scheer bombardirala Almeio. Ob začetku druge svetovne vojne so jo preimenovali v Lützov, leta 1940 pa jo uvrstili v razred težkih križark. Še istega leta je sodelovala pri napadu na norveško, ker je bila močno poškodovana. Po popravilu so jo poslali na Atlantik kjer naj bi ogrožala zavezniške trgovske poti, vendar pa do tja nikoli ni prišla saj jo je ob Danski obali torpedirala britanska podmornica. Po popravilu so jo junija 1941 ponovno torpedirali. Do decembra je bila ladja že popravljena zato je sodelovala v bitki v pri Barentsovem morju. Naslednja leta je opravljala manjše pomorske naloge nato pa je bila leta 1944 premeščena v Baltsko morje, kjer je podpirala nemško vojsko na vzhodni fronti.
Aprila 1945 je bila težko poškodovana v britanskem bombnem napadu. Po hitrem popravilu je ponovno sodelovala na vzhodni fronti kjer je bombardirala ruske položaje in prevažala nemške vojake v zahodno Nemčijo. Ob koncu vojne jo je 4. maja potopila lastna posadka. Po vojni so jo Rusi dvignili in jo uporabljali kot tarčo za topništvo, dokler jo 1949 niso dokončno potopili v Baltskem morju.

## Zunanje povezav (v angleščini)
- Maritimequest Deutschland / Lützow photo gallery
- German Naval History - pocket battleship Deutschland